# Guapi
Guapi è un comune della Colombia facente parte del dipartimento di Cauca.
Il centro abitato venne fondato da Manuel de Valverde nel 1772.